# Bovoidea
Bovoidea es una superfamilia de mamíferos artiodáctilos del suborden Ruminantia, que incluye a las familias Bovidae y Moschidae., Sus miembros son ungulados rumiantes caracterizados por tener estómagos con cuatro cámaras para la digestión de celulosa.

## Sistemica
- Bovidae
  - Aepycerotinae
  - Alcelaphinae
  - Antilopinae
  - Bovinae
  - Caprinae
  - Cephalophinae
  - Hippotraginae
  - Reduncinae
- Moschidae
  - Incertae sedis
  - Moschinae
  - Dremotheriinae
  - Blastomerycinae